# Nieul-le-Dolent
Nieul-le-Dolent település Franciaországban, Vendée megyében. Lakosainak száma 2546 fő (2022. január 1.). Nieul-le-Dolent Aubigny-les-Clouzeaux, La Boissière-des-Landes, Le Girouard, Grosbreuil, Poiroux, Saint-Avaugourd-des-Landes, Sainte-Flaive-des-Loups és Aubigny községekkel határos.

## Népesség
A település népességének változása:
| Lakosok száma | 2401 | 2457 | 2491 | 2487 | 2495 | 2549 | 2525 | 2535 | 2546 |
|               | 2013 | 2015 | 2016 | 2017 | 2018 | 2019 | 2020 | 2021 | 2022 |